# Persoonia linearis
Espèce
Classification phylogénétique
Répartition géographique
Persoonia linearis est une espèce de plantes à fleurs de la famille des  Proteaceae. C'est un buisson originaire de la Nouvelle-Galles du Sud et du Victoria dans l'est de l'Australie.